# Paradiessittich

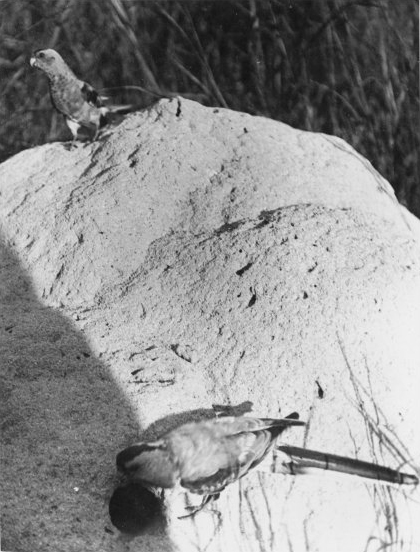
Zwei Paradiessittiche an ihrer Nesthöhle, Fotografie von 1922.

Der Paradiessittich (Psephotellus pulcherrimus, Syn.: Psephotus pulcherrimus) ist ein Sittich aus der Familie der Eigentlichen Papageien (Psittacidae) und gilt als ausgestorben. Er war  im Grasland an der Grenze zwischen Queensland und New South Wales in Australien verbreitet. Innerhalb seines kleinen Verbreitungsgebietes war er früher ziemlich häufig. Der letzte lebende Vogel wurde 1927 gesehen. 
Bis heute tauchen immer wieder Meldungen auf, dass Paradiessittiche noch existieren würden. Dies wird mitunter auch durch Fotos belegt. Es handelt sich jedoch meist um Kreuzungen zwischen dem Goldschultersittich und dem Vielfarbensittich. Die Mischlinge weisen eine gewisse Ähnlichkeit mit Paradiessittichen auf.

## Erscheinungsbild
Der Paradiessittich erreichte eine Körpergröße von 27 Zentimeter und war ein ungewöhnlich buntgefiederter Sittich. Sein Gefieder zeigte eine Mischung aus Türkis, Blau, Scharlachrot, Schwarz und Braun und der Schwanz hatte die gleiche Länge wie der Körper. Wie für Singsittiche charakteristisch bestand ein Geschlechtsdimorphismus, der aber nicht so ausgeprägt war wie bei den beiden nah verwandten Singsitticharten Goldschultersittich und Schwarzkappensittich. Während beim Männchen die Stirn leuchtend rot war, waren beim Weibchen Stirn und Augenumgebung gelblich-lederfarben. Das Weibchen wies insgesamt ein bräunlicheres Gefieder auf, teilte aber mehrere Gefiedermerkmale mit dem Männchen. So war auch bei ihr der Scheitel dunkel und beide Geschlechter wiesen einen roten Schulterfleck auf. Der Flug des Paradiessittichs war schnell und nur wenig wellenförmig. Er glich wahrscheinlich sehr dem Flug des Goldschultersittichs.

## Verhalten
Paradiessittiche lebten paarweise oder in kleinen Familiengruppen. Brutnachweise für diese Sittichart liegen aus den Monaten September, Dezember und März vor. Paradiessittiche waren Höhlenbrüter, die ihre Nisthöhlen meist in einem bodenständigen Termitenbau errichteten. Seltener wurden auch Höhlen in einer sandigen Uferböschung gegraben. Es wurde kein Nistmaterial eingetragen. Das aus drei bis fünf Eiern bestehende Gelege wurde auf dem Erdreich abgelegt. 

## Ursachen des Bestandsrückgangs
Über die Ursachen seines plötzlichen Populationsrückgangs besteht keine letztendliche Klarheit. Sie wird aber auf Überweidung, Landrodungen, Bejagung durch Vogelfänger sowie auf einen höheren Jagddruck durch eingeführte Höhere Säugetiere wie beispielsweise Katzen zurückgeführt. Der auf australische Papageien spezialisierte Ornithologe Joseph M. Forshaw führt als Grund für den Bestandsrückgang vor allem das Verschwinden der einheimischen Gräser, von deren Samen sich die Paradiessittiche fast ausschließlich ernährten, sowie die schnelle Ausbreitung von Opuntia vulgaris in der Folge der Besiedelung dieses Teils Australiens durch europäische Siedler an. Der Paradiessittich gilt als ein Musterbeispiel für eine Art, die nicht in der Lage ist, sich den plötzlichen Veränderungen ihres Lebensraumes anzupassen oder ihnen auszuweichen. Gegen Ende des 19. Jahrhunderts galt der Paradiessittich schon als sehr seltener Vogel; bereits im Jahre 1915 hielt man ihn für ausgestorben. Bei einer gezielten Suche nach Individuen dieser Art konnten noch einige Vögel beobachtet werden. Die Öffentlichkeit reagierte sehr enthusiastisch auf die Presseaufforderung, sich an der Suche nach dem Paradiessittich zu beteiligen. Bei den eingegangenen Sichtungen handelte es sich jedoch durchweg um Fehlmeldungen, vor allem um fehlbestimmte Blutbauchsittiche. Die letzte bestätigte Sichtung dieser Vogelart erfolgte am 14. September 1927.

## Belege